# Vasile Modoran
Vasile Modoran (1905-1984) a fost un economist și om politic.
A fost director la Creditul Minier (1945), profesor universitar la Institutul de Științe Economice și Planificare – București; secretar științific la Ministerul Învățământului (din 1970).
Funcții politice: membru PNȚ (1926 – 1946), PNȚ - Aripa Anton Alexandrescu (1946); Secretar general la Departamentul Economiei Naționale (1945); Deputat de Vlașca în Adunarea Deputaților (1946-1952); membru în Consiliul Superior al Economiei Naționale (1946); Administrator al Băncii Naționale (1947); Ministru subsecretar de stat (1947 -1948); Adjunct al Ministrului de Finanțe (1948 -1952); Președinte al Comitetului de Stat pentru Prețuri (1964 – 1968); Vicepreședinte al Consiliului Economic (1968-1969).

## Decorații
- Medalia „40 de ani de la înființarea Partidului Comunist din Romînia” (6 mai 1961) „pentru merite în activitatea de partid și întărirea regimului democrat-popular”[2]
- Ordinul „23 August” clasa a III-a (18 august 1964) „pentru merite deosebite în opera de construire a socialismului, cu prilejul celei de a XX-a aniversări a eliberării patriei”[3]
- Ordinul „Tudor Vladimirescu” clasa a IV-a (30 aprilie 1966) „cu prilejul celei de-a 45-a aniversări de la înființarea Partidului Partidului Comunist din România, pentru merite deosebite în opera de construire a socialismului”[4]
- Ordinul „Tudor Vladimirescu” clasa a II-a (4 mai 1971) „cu prilejul aniversării a 50 de ani de la constituirea Partidului Comunist Român, [...] pentru activitate îndelungată în mișcarea muncitorească și merite deosebite în opera de construire a socialismului”[5]